# 88キーズ
88キーズ（エイティーエイトキーズ、英語: 88-Keys、1976年3月5日 - ）は、アメリカ合衆国のプロデューサー、ラッパー。ニューヨーク出身。出生名はチャールズ・ミソディ・ンジャパ（Charles Misodi Njapa）。

## 概要
カメルーン出身の両親のもとニューヨークで生まれ、ブロンクス区イーストチェスター、ロングアイランドウェスト・ヘンプステッドで育った。ヒップホップに興味を持ったのは、1989年にデ・ラ・ソウルのアルバム『3・フィート・ハイ・アンド・ライジング』におけるプリンス・ポールのプロデュースを聴いたことがきっかけである。1990年代初頭、ウェスト・ヘンプステッドのレコーディングスタジオ『ザ・ミュージック・パレス』においてインターン生として働いていたとき、ラッパーでありプロデューサーのQティップ、ピート・ロック、ラージ・プロフェッサーと出会い、ラージ・プロフェッサーがASR-10でのそのスキルを目の当たりにしたことにより、88キーズと名付けられた。両親と兄は音楽業界より医学の道を勧めていたが、ホフストラ大学とニューヨーク市立大学クイーンズ校に短期間通った後、カリフォルニアにてザ・ファーサイドのトラックを録音する機会があったことにより、レコード・プロデューサーになるため、大学を中退する決断に至った。また、ラルフ・ローレンを好み、2008年の都市日報とのインタビューにおいて、16年間ポロ・ラルフ・ローレンを毎日着ていたことを語っている。記事によれば、高校在学中の1992年より着用を始め、2008年時点でクローゼットには700着以上のポロ・ラルフローレンの洋服がある。アシスタント・エンジニアのころからモス・デフ、タリブ・クウェリ、キッド・カディ、メイシー・グレイ、ミュージック・ソウルチャイルド、デュワン・ルチャン、コンシーケンスなど、さまざまなアーティストのレコードをプロデュースしてきた。また、プロデュースにとどまらず、MC、シンガー、コラボレーターとしても活動し、2008年8月に『アダムズ・ケース・ファイルズ』を発表し、このアルバムのファーストシングル『ステイ・アップ！（バイアグラ）』は同年9月9日にiTunesから正式に発表された。同年12月にはスピンのアーティスト・オブ・ザ・デイに選出され、2008年11月11日にはソロ・デビュー・アルバム『ザ・デス・オブ・アダム』を発表した。この作品はコンセプト・アルバムであり、カニエ・ウェストがエグゼクティブ・プロデューサーとして参加している。同年12月にはスピンのアーティスト・オブ・ザ・デイに選出された。2009年にはアディクティヴのためにトラックを制作した。2019年6月にシーアとマック・ミラーをフィーチャーした『ザッツ・ライフ』と題された曲がマック・ミラーの遺族によって発表が承認され、同年6月20日にワーナー・レコードを通じて発表した。

## ディスコグラフィ
- アダムズ・ケース・ファイル・ミックステープ（2008年）
- ステイ・アップ！（バイアグラ）プレスクリプション・パック - EP（2008年）
- ザ・デス・オブ・アダム（英語版）（2008年）